# Українська історіографія
Українська історіографія — спеціальна галузь історичної науки, яка вивчає тенденції розвитку історичних знань, української історичної думки, діяльність наукових осередків та центрів історичної науки, внесок визначних українських істориків у збагачення історичних знань не лише з історії України, але й світової історії.
Зачинателем модерної української історіографії вважають Михайла Максимовича.
Терміни «українська історіографія», «українсько-руська історіографія», «руська історіографія», «історія питання», «історична українська ідеологія», «література питання», «історія науки історії» та низка інших з'явились наприкінці 19 — початку 20 ст.
Після доби української революції 1917—21 термін «українська історіографія» стає домінуючим у працях вітчизняних істориків. Істотно розширюється й спектр його змістового наповнення:
- процес розвитку української історичної праці та національно-історичної думки (Д. Дорошенко);
- історія української думки, історія самосвідомості народу, українського самопізнання (М. Грушевський);
- виклад фактичного змісту науки та теорій історичного процесу у зв'язку із схемою минувшини українського народу з хронологічного, географічного та етнографічного боків (Д.Багалій);
- розкриття класового характеру літератури й науки історії взагалі (Д. Багалій);
- ідеологія, концепції та погляди їхніх авторів на минуле України (І. Кревецький); та ін.

З'являються популярні (В.Біднов та ін.) і систематичні нариси (Д. Багалій, Д. Дорошенко, І. Крип'якевич) з української історіографії. Мали місце й спроби наукової організації студій з української історіографії. Зокрема, у середині 1920-х рр. за ініціативою М. Грушевського при ВУАН (нині Національна академія наук України) була створена Комісія для дослідів нової української історіографії. Втім, обнадійливі передумови для організаційного оформлення української історіографії як дисципліни були раптово обірвані на теренах УСРР репресіями на початку 1930-х рр.

## Українська історіографія поза межами СРСР
У наукових осередках української еміграції 1920—30-х рр. та на західноукраїнських землях цього часу історіографічна проблематика розроблялася спорадично. Зокрема, переважали студії, які популяризували здобутки української історичної думки в Західній та Центральній Європі (Д. Дорошенко, Б. Крупницький та ін.).
Водночас на еміграції було започатковано викладання навчальних курсів з української історіографії у вищих школах. За ініціативою Д. Дорошенка вони читалися в Українському вільному університеті та Українському науковому інституті в Берліні.
Після закінчення Другої світової війни на теренах, де мешкала українська повоєнна еміграція та діаспора, публікується низка історіографічних студій (Л. Винар, С. Горак, О. Домбровський, Д. Дорошенко, Б. Крупницький, Т. Мацьків, О. Оглоблин, Я. Пеленський, В. Петров, Н. Полонська-Василенко, М. Чубатий та ін.).
У цих працях залишалася домінуючою національно-державницька традиція висвітлення української історичної думки, що сформувалася протягом 1920—30-х рр. (див. Державницький напрям в українській історіографії). Однак, у 2-й половині 1940 — на початку 60-х рр. відбувалися дискусії щодо необхідності написання історіографічних праць на рівні вимог західного академічного середовища. Порушувалися також питання стосовно вироблення методологічних та теоретичних засад для відтворення історії української історіографії (Л.-Р. Білас, Б. Крупницький, І. Лисяк-Рудницький та ін.). Зокрема, українська історична наука розглядалася в контексті послідовної зміни генерацій істориків (О. Оглоблин, М. Чубатий та ін.). Побутували й термінологічні проблеми щодо власної самоідентифікації: «українська вільна історіографія», «українська незалежна історіографія», «українська західна історіографія», «українська еміграційна історична наука» та ін.
Щодо визначення статусу національної історіографії пропонувалися різні підходи. Одні вчені вважали її спеціальною історичною дисципліною з досить обмеженою предметною областю, інші — обстоювали думку про її більш широке функціональне призначення. Зокрема, до проблемного поля історіографії включали: організаційні. форми науково-історичної діяльності; характеристику окремих істориків та наукових шкіл; дослідження «духу часу» та обставин наукової праці вчених; роль періодичних видань; вплив історіографічних напрямів і концепцій; розвиток української історичної думки (Л. Винар та ін.).
На еміграції та в діаспорі українська історіографія існувала в умовах іноетнічного середовища на засадах збереження національних традицій, їхньої адаптації до інтелектуальних та соціокультурних вимог євроатлантичної цивілізації. Її відірваність від основної частини національної джерельної бази та архівної україніки, тривала конфронтація з радянською та російською еміграційною наукою, пристосування до західного наукового оточення, перманентна організаційна криза, надмірна політизація емігрантського життя та низка інших чинників істотно позначилися на розвиткові української зарубіжної історіографії. У цілому еміграційні обставини життя відсували питання дисциплінарного статусу історіографії на другий план.
З появою в 1970-х рр. англомовної генерації істориків у діаспорі, які народилися та здобули освіту поза межами України, ситуація кардинально не змінилася. Ряд учених порушували історіографічну проблематику у своїх студіях. Утім, вони майже не розробляли питання дисциплінарного становлення історіографії.

## Українська історіографія в УРСР
Протягом 1930—50-х рр. дисциплінарне оформлення історіографії в УСРР—УРСР майже завмерло. З наук. обігу зник і сам термін «українська історіографія». Його замінили дефініції «історіографія історії Української РСР» та «історіографія історії України».
Впродовж 1960—80-х рр. формування дисциплінарного статусу історіографії в Україні відбувалося в межах офіційної радянської доктрини.
Українська історіографія штучно вмонтовувалася в загальноросійську схему історії історичної думки. Зокрема, канонічними стали тези про класову спрямованість історичної думки, єдність духовного та соціально-політичного життя Росії й України.
В умовах лібералізації радянського режиму наприкінці 1950—60-х рр. до наукового обігу знову вводиться термін «українська історіографія» (М. Марченко). Тоді ж мала місце й низка спроб щодо визначення дисциплінарного статусу історіографії:
- спеціальна історична дисципліна, що вивчає вторинний процес — історію історичної науки та підпорядкована конкретно-частковим цілям (Ф. Шевченко);
- історія історичних знань, історія науки про розвиток людського суспільства та історичної думки (М. Марченко);
- складова частина суспільної думки певної епохи, що висвітлює розвиток історичних знань та історичної науки у зв'язку з суспільним процесом, боротьбою класів (М. Марченко); та ін.

Активізуються дослідження з української історіографії. Зокрема, засновується спеціалізований збірник «Історіографічні дослідження в Українській РСР» (1968—73; з 1997 — «Історіографічні дослідження в Україні»). Створюються профільні кафедри в Харківському та Дніпропетровському університетах. Складається й коло авторів, які розробляють українську історіографічну проблематику (В. Дядиченко, Л. Коваленко, Н. Комаренко, Ф. Лось, М. Марченко, А.Санцевич, В. Сарбей, Ф. Шевченко та ін.). Ряд дослідників вивчає проблематику, пов'язану з російською історіографією, історіографією історії СРСР (В. Астахов, В. Шевцов, І. Шерман та ін.) Однак, на початку 1970-х рр. відбулася кампанія масових чисток у системі АН УРСР, зокрема в Інституті історії (нині Інститут історії України НАН України).
Дослідження з української історіографії були знову призупинені. Вони зазнали ідеологічної нівеляції та були зведені до рівня проблемної історіографії й описових праць. Протягом 1970—80-х рр. українська історіографія існувала в умовах ідеологічного конформізму, інтелектуальної ізольованості, стагнації та штучної обмеженості джерельної бази.

## Пострадянська українська історіографія
Пострадянська українська історіографія формувалася під впливом кількох інтелектуальних хвиль. Упродовж 1990-х рр. вона розвивалася переважно під гаслом повернення до національної історіографічної спадщини та її осмислення. Публікувалися класичні студії з української історіографії (В. Антоновича, Д. Багалія, М. Грушевського, Д. Дорошенка, І. Крип'якевича, І. Лисяк-Рудницького, О. Оглоблина, Н. Полонської-Василенко та ін.). Дискутувалися проблеми реконструкції історії української історичної думки, зокрема спадщини істориків-народників (див. Народницький напрям в українській історіографії) та істориків-державників. Відбувалася критична переоцінка радянської історіографії, введення до наукового обігу студій учених-емігрантів та ін. Встановлювалися творчі контакти з діаспорними вченими, які працювали в царині української історіографії (Л. Винар, Степан Величенко, Іван-Павло Химка та ін.). Водночас було поновлено та засновано кілька фахових неперіодичних видань з історіографії: «Харківський історіографічний збірник» (з 1995), «Історіографічні дослідження в Україні» (з 1997).
Від кінця 1990 — початку 2000-х рр. в українській історіографії дедалі більшої сили набуває нова інтелектуальна хвиля. Вона пов'язана з розробкою методологічних та теоретичних засад, підготовкою дидактичних курсів з національної історіографії, опануванням європейським і світовим досвідом, переорієнтацією на вивчення традиційного проблемного поля історіографії з перспективи інтелектуальної історії та ін. Зокрема, видаються навчальні посібники і підручники Я. Калакури, І. Колесник та ін. Теоретичні та методологічні проблеми української історіографії розробляються в працях Я. Грицака, Я. Дашкевича, Л. Зашкільняка, Г. Касьянова, М. Ковальського, І. Колесник, Т. Попової, В. Потульницького, О. Реєнта, С. Стельмаха та ін. Засновуються нові фахові видання: «Історія та історіографія в Європі» (з 2003), «Ейдос. Альманах інтелектуальної історії» (з 2005) та ін. Нині українська історіографія розвивається під зростаючим впливом студій з інтелектуальної історії, наукознавства, філософії історії, культурології, політології, етнології, соціології, соціальної психології та ін. Така взаємодія розширює предметну область історіографії, збагачує її методологічний інструментарій, сприяє формуванню нового понятійного апарату та поширенню міждисциплінарних підходів. Історіографія має розгалужені міждисциплінарні зв'язки, зокрема, з багатьма спеціальними історичними дисциплінами (архівознавством, археографією, біографістикою, історичною бібліографією, джерелознавством, просопографією та ін.). Втім, в українській історіографії й до сьогодні впливовими залишаються традиційні підходи та концепції. Таке розмаїття поглядів побутує і стосовно визначення дисциплінарного статусу історіографії та змісту цього поняття:
1. спеціальна дисципліна чи галузь історичної науки з суто утилітарними цілями;
2. наукознавча дисципліна, яка вивчає історію історичної думки та історичної науки як соціального інституту;
3. наука, що досліджує історію історіографічного процесу в усьому його розмаїтті;
4. важлива складова інтелектуальної історії, неодмінна частина культурного світу ідей.

Кардинально розширилося й проблемне поле сучасної історіографії. Воно включає як саме історичне знання про історію, так і саме історіографічне знання про історичне знання. Нині в типо-видовому плані історіографія поділяється: на проблемно-тематичну історіографію, біоісторіографію (персонологічну історіографію), інституціонально-організаційну історіографію (установи, товариства, інституції, часописи та ін.), предметну чи інституціонально-структурну історіографію за формальними (дисциплінарно-галузева структура) та неформальними (напрями, школи, течії, гуртки і т. д.) ознаками, регіональну (обласну, краєзнавчу) історіографію, культурологію історіографії, історію історіографії (історію історії істор. науки) та ін. Окрім того, з історіографією тісно пов'язане вивчення історії теорії (історіології), методології, методики та техніки історичних досліджень.

## Загальна періодизація української історіографії
До сьогодні проблема періодизації української історіографії залишається предметом численних наук. дискусій. Окремі періоди національної історіографії й донині вивчені недостатньо. У найзагальнішому, схематичному вигляді вирізняють такі періоди української історіографії:
1. літописний (11—16 ст.);
2. козацько-старшинський або козацького літописання в церковній, політичній та компілятивній формах з елементами провіденціалізму та прагматизму (кінець 16 — середина 18 ст.);
3. історико-антикварний з просвітницькими, раціоналістичними, преромантичними та критичними тенденціями (2-га пол. 18 cт.);
4. критичний або критично-синтетичний (1-ша третина 19 ст.);
5. романтично-народницький у ностальгійно-патріотичній, героїко-легендарній та мовно-етнографічній формах (30—60-ті рр. 19 ст.);
6. позитивістсько-народницький з використанням різноманітних методологічних підходів (70-ті рр. 19 — початок 20 ст.);
7. державницький або національно-визвольних змагань та повоєнного десятиліття (1920-ті рр.) в еміграційному та радянському варіантах;
8. біполярного поділу — на українську еміграційну (30—40-ві рр. 20 ст.) і діаспорну (після 1952) та українську радянську (30—80-ті рр. 20 ст.) історіографії;
9. сучасний (з 90-х рр. 20 ст.).